# Neanastatus
Neanastatus is een geslacht van vliesvleugeligen uit de familie Eupelmidae. De wetenschappelijke naam van dit geslacht is voor het eerst geldig gepubliceerd in 1913 door Girault.

## Soorten
Het geslacht Neanastatus omvat de volgende soorten:
- Neanastatus aeschyli Girault, 1921
- Neanastatus africanus Ferrière, 1938
- Neanastatus albitarsis (Ashmead, 1904)
- Neanastatus ariostoni Girault, 1922
- Neanastatus aurifasciatus Girault, 1915
- Neanastatus aurivertex Girault, 1915
- Neanastatus bengalicus Girault, 2006
- Neanastatus bilingae Girault, 1923
- Neanastatus cinctiventris Girault, 1913
- Neanastatus darci Girault, 1933
- Neanastatus desertensis Girault, 1915
- Neanastatus divinus Girault, 1922
- Neanastatus flavimesopleurum Girault, 1915
- Neanastatus flavipronotum Girault, 1915
- Neanastatus gibsoni Narendran, 2006
- Neanastatus gracilipes Risbec, 1952
- Neanastatus hayati Narendran, 2006
- Neanastatus inconspicuus Girault, 1915
- Neanastatus indicus Shafee, 1973
- Neanastatus longitarsis Ferrière, 1938
- Neanastatus maiwalei Ferrière, 1938
- Neanastatus maximicorpus Girault, 1915
- Neanastatus novus Girault, 1920
- Neanastatus obscuratus Ferrière, 1938
- Neanastatus occidentalis Ferrière, 1938
- Neanastatus orientalis Girault, 1915
- Neanastatus oryzae Ferrière, 1938
- Neanastatus parvus Girault, 1920
- Neanastatus philippinensis Girault, 1915
- Neanastatus proximus Ferrière, 1938
- Neanastatus pulchricorpus (Girault, 1914)
- Neanastatus punctaticeps Girault, 1915
- Neanastatus purpureiscutellum Girault, 1915
- Neanastatus rabalaisi Girault, 1922
- Neanastatus reksonus Narendran, 1996
- Neanastatus reymondi Girault, 1915
- Neanastatus robustus Ferrière, 1938
- Neanastatus rufatus Ferrière, 1938
- Neanastatus tenuis Ferrière, 1938
- Neanastatus trinotatus Girault, 1915
- Neanastatus trochantericus Gahan, 1919
- Neanastatus turneri Ferrière, 1938